# Ville-Marie (film)
Pour les articles homonymes, voir Ville-Marie.
Pour plus de détails, voir Fiche technique et Distribution.
Ville-Marie est un film québécois réalisé par Guy Édoin sorti en 2015.

## Synopsis
Une actrice française, Sophie Bernard (Monica Bellucci), tourne un film à Montréal. Elle vient également pour renouer avec son fils, Thomas (Aliocha Schneider). Leurs destins seront bouleversés par un événement qui les conduira à l'hôpital Ville-Marie où ils rencontreront l'infirmière Marie (Pascale Bussières) et l'ambulancier Pierre (Patrick Hivon). Ces quatre vies entreront en collision et en ressortiront totalement changées.

## Fiche technique
- Titre original : Ville-Marie
- Réalisation : Guy Édoin
- Scénario : Jean-Simon DesRochers, Guy Édoin
- Musique : Olivier Alary, Johannes Malfatti
- Direction artistique : David Pelletier
- Costumes : Julia Patkos
- Coiffure : Martin Lapointe, Réjean Forget
- Maquillage : Djina Caron
- Photographie : Serge Desrosiers
- Son : Yann Cleary, Claude Beaugrand, Luc Boudrias
- Montage : Yvann Thibaudeau
- Production : Félize Frappier
- Société(s) de production :  Max Films Media (devenu Azimut Films)
- Société(s) de distribution : Filmoption International
- Budget : 4,4 millions de dollars[1]
- Pays de production : Canada
- Langue originale : français
- Format : couleur
- Genre : drame
- Durée : 101 minutes
- Dates de sortie :
  - Canada : 12 septembre 2015  (première - Festival international du film de Toronto (TIFF))[2]
  - Canada : 24 septembre 2015  (festival international du film Cinéfest Sudbury (en))[3]
  - Canada : 30 septembre 2015 (première à Montréal - cinéma Impérial)
  - Canada : 1er octobre 2015  (Festival international du film de Vancouver (VIFF))
  - Canada : 9 octobre 2015 (sortie en salle au Québec)
  - France : 11 mai 2016

## Distribution
- Monica Bellucci : Sophie Bernard
- Pascale Bussières : Marie Santerre
- Aliocha Schneider : Thomas
- Patrick Hivon : Pierre Pascal
- Louis Champagne : Benoit Tremblay
- Frédéric Gilles : Robert M.
- Stéphanie Labbé : Danika Ménard, infirmière
- Marie-Evelyne Lessard : Dre Robillard
- Nathalie Gascon : première assistante - Rue du Paradis
- Marie-Laurence Moreau : policière - accident
- Frank Schorpion : Richard Hudson, acteur - Rue du Paradis
- Elisabeth Locas : Madeleine Auger
- Sandrine Bisson : serveuse au bar
- Mikhaïl Ahooja : Alexis
- Francesca Bárcenas : animatrice télé

## Prix et nominations
Prix du Meilleur film international, Santa Barbara International Film Festival 2016, États-Unis
Prix de la meilleure actrice (Monica Bellucci), Dublin International Film Festival 2016, Irlande
Meilleure direction de la photographie (Serge Desrosiers), Gala du Cinéma québécois 2016, Canada
Meilleure coiffure (Martin Lapointe), Gala du Cinéma québécois 2016
Nomination Meilleur acteur de soutien (Patrick Hivon), Canadian Screen Awards 2016, Canada